# Ischnopsyllus elongatus
Ischnopsyllus elongatus är en loppart som först beskrevs av Curtis 1832.  Ischnopsyllus elongatus ingår i släktet Ischnopsyllus och familjen fladdermusloppor. Inga underarter finns listade i Catalogue of Life.

## Bildgalleri

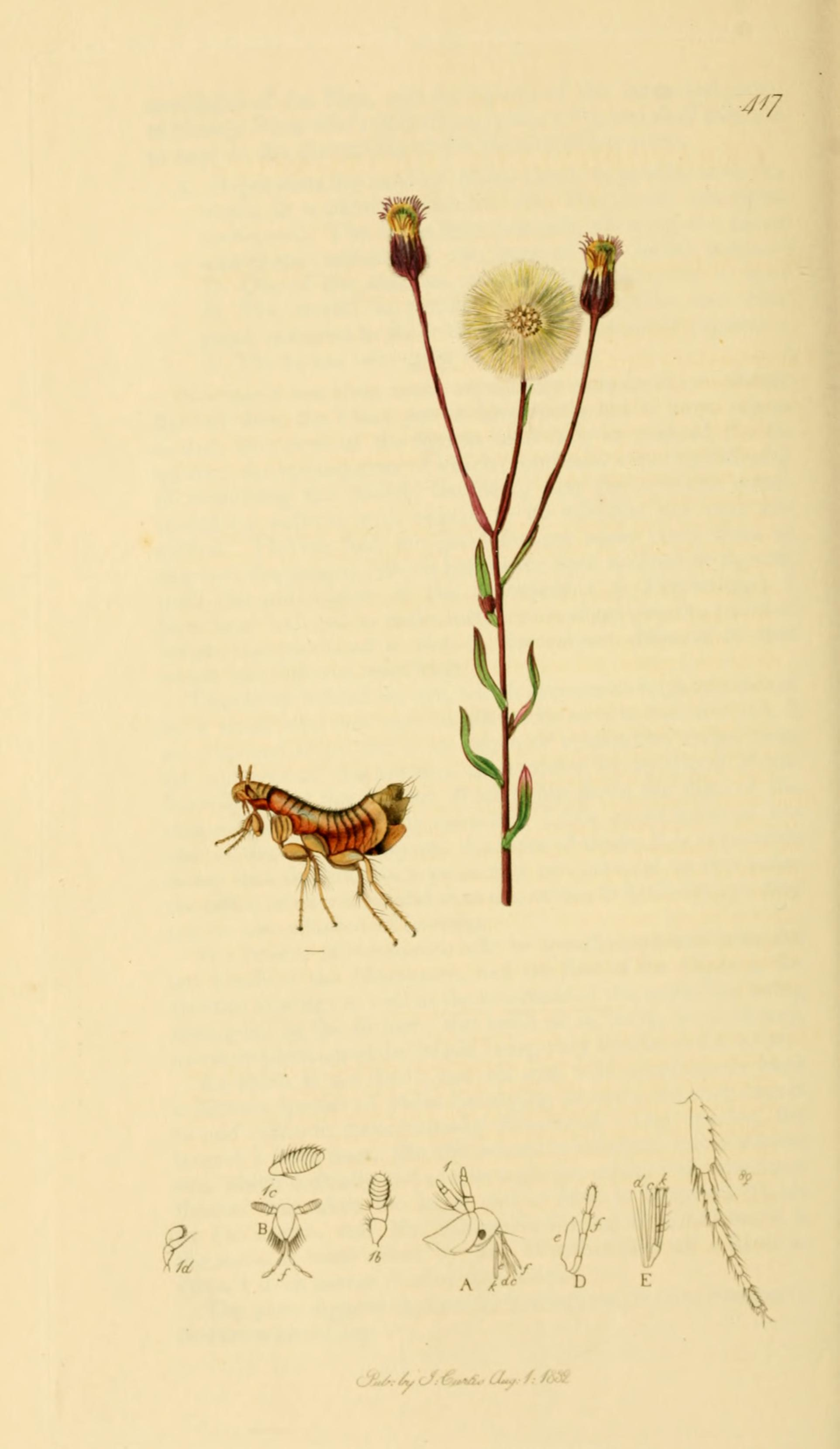